# Ronni Chasen
Ronni Sue Chasen (Kingston, 17 de outubro de 1946 — Beverly Hills, 16 de novembro de 2010) foi uma publicitária norte-americana, que já representou artistas como Michael Douglas, Hans Zimmer, Mark Isham, entre outros.